# 西田当百
西田 当百 （にしだ とうひゃく、1871年4月10日（明治4年2月21日） - 1944年6月30日）は、日本の俳人、川柳作家。本名、嘉吉。

## 略歴
- 1871年（明治4年）2月、福井県遠敷郡小浜町（現・小浜市）の魚商・牧野作兵衛の三男として出生[2]。
- 10歳の時に京都へ移住。その後、大阪・道修町の薬種商の住み込み店員となる[1]。
- 1893年（明治26年）、大阪毎日新聞社に文選工として入社（後年、一時退社）[2]。
- 1896年（明治29年）、堺市の染物業・西田家の養子となる[2]。
- 1898年（明治31年）、大阪毎日新聞社に再入社、活版部・校正課に配属された[2]。
- 1909年（明治42年）、関西川柳社を創設[2]。
- 1913年（大正2年）、岸本水府らとともに機関紙「番傘」を発刊[1]。
- 1916年（大正5年）11月、川柳界から引退[1]。

## 作品
- 女房は「サイタサイタ」を開きながら
- 番台は、傘ともいわず降っている
- 恩は恩 養子はいやでござります
- 川柳当百集
- 当百類題語句集 等